# John Siemianowski

Bischofswappen von John Siemianowski

John Steven Siemianowski (* 26. Mai 1960 in Chicago) ist ein US-amerikanischer römisch-katholischer Geistlicher und Weihbischof in Chicago.

## Leben
John Siemianowski besuchte die Our Lady of Charity Grade School und später die Morton East High School in Cicero. 1982 erlangte an der Southern Illinois University Edwardsville einen Bachelor of Science im Fach Umweltwissenschaften und einen Lehramtsabschluss. Von 1982 bis 1984 arbeitete er als Lehrer an der Saint Joseph Catholic School. Anschließend studierte er Philosophie und Katholische Theologie am Mundelein Seminary in Mundelein. Dort erwarb er 1989 einen Master of Divinity und einen Bachelor of Theology. Am 20. Mai 1989 empfing er das Sakrament der Priesterweihe für das Erzbistum Chicago.
Nach der Priesterweihe war Siemianowski zuerst als Pfarrvikar der Pfarrei Saint Francis de Sales in Lake Zurich tätig. Anschließend war er Pfarrvikar der Pfarreien Saint Mary in Buffalo Grove (1990–1993) und Saint Elizabeth Seton in Orland Hills (1993–1996). Von 1996 bis 2001 wirkte er als Pfarrer der Pfarrei Saint Agnes in Chicago Heights. Nachdem er von 2003 bis 2010 Pfarradministrator und schließlich Pfarrer der Pfarrei Saint Paul in Chicago gewesen war, wurde er 2013 Pfarrer der Pfarrei Saint Kieran in Chicago. Ab 2021 war Siemianowski Pfarrer der Pfarrei Saint Juliana in Chicago. Zudem fungierte er von 2019 bis 2022 als Sekretär des Priest Placement Board, dem er bereits von 1994 bis 1998 angehört hatte.
Am 20. Dezember 2024 ernannte ihn Papst Franziskus zum Titularbischof von Gratianopolis und zum Weihbischof in Chicago. Der Erzbischof von Chicago, Blase Joseph Kardinal Cupich, spendete ihm und den mit ihm ernannten Weihbischöfen Timothy O’Malley, Lawrence Sullivan, Robert Fedek und José María García Maldonado am 26. Februar 2025 in der Kathedrale Holy Name in Chicago die Bischofsweihe; Mitkonsekratoren waren der Erzbischof von Milwaukee, Jeffrey Grob, und der Erzbischof von Cincinnati, Robert Casey.